# Jevgenij Dragunov
Jevgenij Dragunov (rusky Евге́ний Фёдорович Драгуно́в; 20. února 1920 Iževsk – 4. srpna 1991) byl ruský konstruktér zbraní. Nejvíce je znám svou puškou SVD velmi využívanou ve Vietnamské válce.